# 17043 Santucci
A 17043 Santucci (ideiglenes jelöléssel (17043) 1999 FJ30) a Naprendszer kisbolygóövében található aszteroida. A LINEAR projekt keretében fedezték fel 1999. március 19-én.